# フロッケン

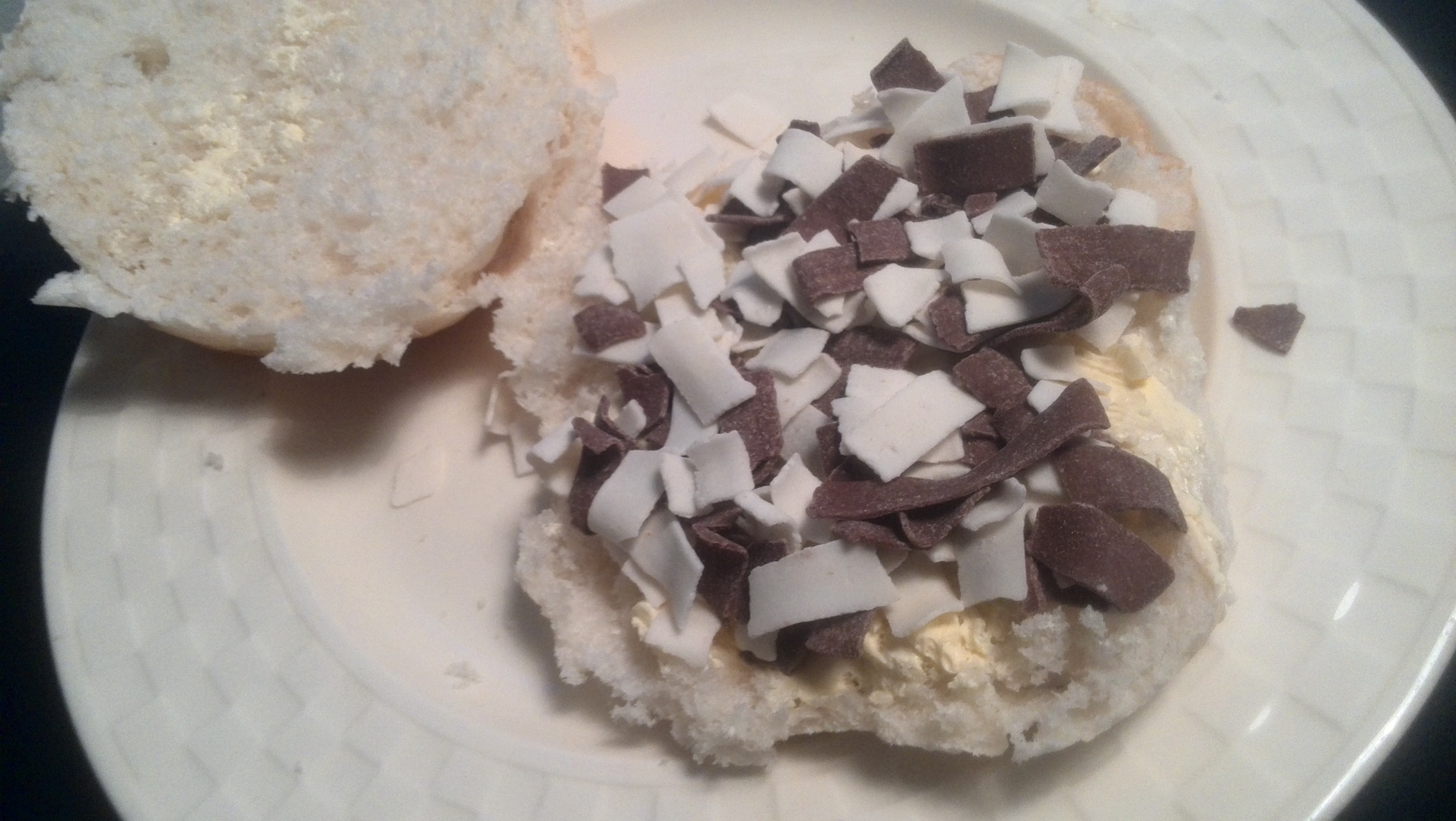
フロッケンを具にしたサンドイッチ

フロッケン（オランダ語: vlokken）は、オランダで食されているパン専用のトッピングチョコレート。
フレーク状（紙吹雪状）になったチョコレートで、バターを塗ったパンにフロッケンをかけたものは定番の朝食の1つとなっている。
「フロッケン」はオランダ語で「フレーク」の意でもあるため、ショコラーデフォロッケン（chocoladevlokken）とも呼ばれている。